# Leegebruch
Leegebruch ist eine Gemeinde im brandenburgischen Landkreis Oberhavel in Deutschland.

## Geographie

### Lage
Leegebruch liegt nördlich von Berlin im Naturraum der Zehdenick-Spandauer Havelniederung.

### Gemeindegliederung
Leegebruch hat keine amtlich ausgewiesenen Ortsteile, bewohnten Gemeindeteile oder Wohnplätze.

## Geschichte

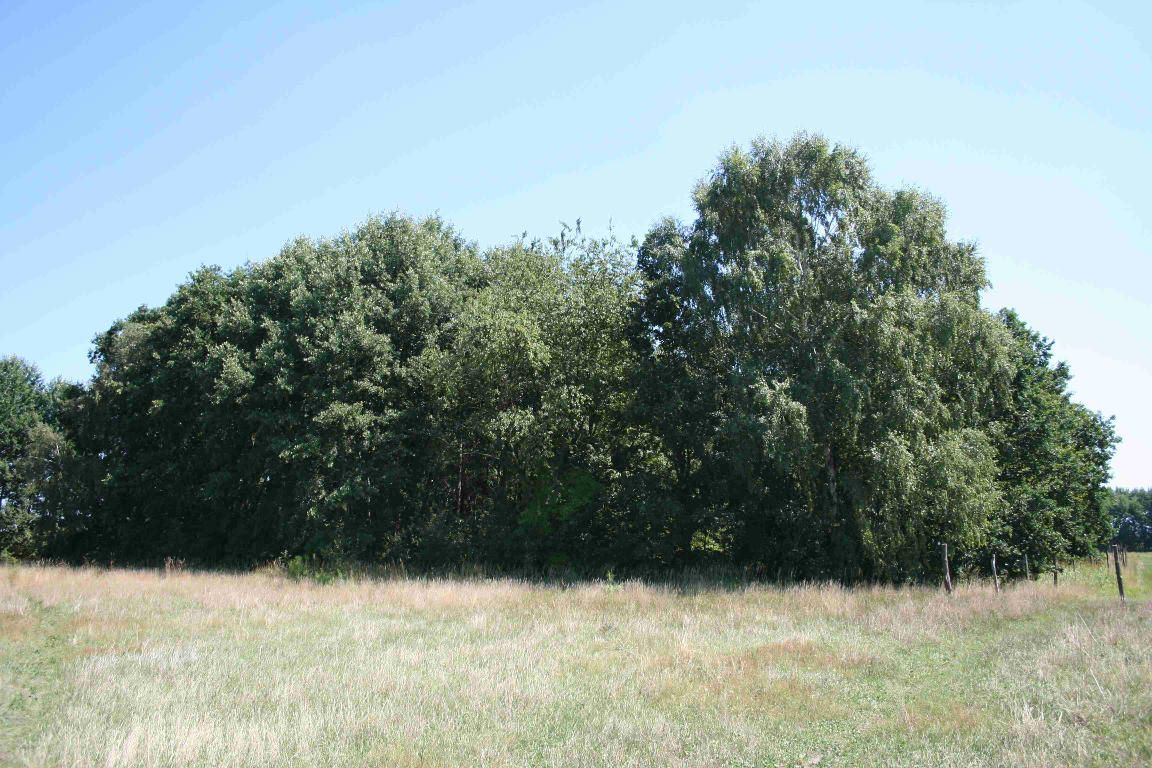
Burgwall Leegebruch

Ausgrabungen gehen auf eine slawische Siedlung an der Muhre zurück, die mit Sicherheit auf die Mitte des 8. Jahrhunderts bis zur Wende des 10. Jahrhunderts angesetzt werden kann. Dort befinden sich noch heute die Reste des slawischen Burgwalls Leegebruch.
Zu Beginn des Ersten Weltkrieges bestand die Ansiedlung aus einem Gutshof, der von Pferdeställen umstellt war, einem Verwalterhaus, einem Krug und einer Schule. Es war eine Außenstelle des Remontedepots Bärenklau. Das Kriegsministerium betrieb hier eine Einrichtung zur Sicherung der Remonten. Nach der Novemberrevolution und dem Versailler Vertrag wurden alle eigenständigen Gutsbezirke aufgehoben. Durch einen Beschluss des preußischen Staatsministeriums vom 30. November 1928 mit Wirkung zum 1. Dezember 1928 wurde auch der Gutsbezirk Bärenklau aufgelöst und das Land auf verschiedene Gemeinden aufgeteilt. Bärenklau und Leegebruch erhielten den Status von Landgemeinden.
Nach der offiziellen Bestätigung als Gemeinde wurden Wahlen zum Gemeindeparlament durchgeführt; am 8. März 1929 trat die Volksvertretung zum ersten Mal zusammen. Am 4. Mai 1936 beschloss das Reichsluftfahrtministerium den Bau der Heinkel-Werke Oranienburg nahe Leegebruch. Die benötigte Anzahl von Arbeitskräften war nicht aus der Umgebung zu beschaffen, aus diesem Grund wurden in ganz Deutschland Arbeitskräfte angeworben. Das Werk musste nun auch Wohnmöglichkeiten schaffen, um die Arbeiter zu binden, dies geschah in Leegebruch. Der Umzug für die Familien war kostenlos. Sie kamen z. B. aus dem Rheinland, dem Saarland, aus Hamburg, aber auch aus Schlesien. Die Familien erwartete ein neues Haus mit Elektroherd, elektrischem Licht und 450 bis 1000 m² Garten. Geplant wurden die Häuser durch den Baustab von Herbert Rimpl, der auch für das Heinkelwerk verantwortlich war; die Gärten wurden nach Vorgaben des Gartengestalters Wilhelm Heintz bepflanzt. In dieser Zeit stieg die Einwohnerzahl von 350 auf fast 6000 an. Somit galt Leegebruch als „größtes Dorf Deutschlands“. Da fast jedes Haus gleich aussah, erhielt jedes zweite ab 1938 am Giebel ein Hauszeichen. Der Bau der Häuser wurde finanziert durch die Brandenburgische-Heimstätten-GmbH, die Kurmärkische Kleinsiedlungsgenossenschaft und durch das Heinkel-Werk. Die Häuser wurden von der „Kurmärkischen“ zum Kauf angeboten und konnten monatlich mit 39,75 RM beziehungsweise 41 RM abgezahlt werden. Erstkäufer  erwarben auch Grund und Boden, später konnte man nur das Haus kaufen. Dies hatte zur Folge, dass die Nachkommen vieler „Erstsiedler“ noch heute in Leegebruch wohnen. 1939 wurde die Ladenzeile in der Eichenallee errichtet, die auch heute noch steht.
Im Zweiten Weltkrieg entstanden in den Querstraßen rund 60 Luftschutzbunker für je 100 Personen, und die Häuser erhielten einen grün-grauen Farbanstrich. Dadurch sollte der Ort vom Flugzeug aus wie ein See aussehen. Während eines Übungsfluges stürzte am 11. Dezember 1941 um 15:30 Uhr eine Do 215 der 2. Wettererkundungsstaffel des Oberbefehlshabers der Luftwaffe ab und blieb am Schuldach hängen.
Nach Kriegsende gingen viele Familien wieder in ihre Heimat zurück, es kamen aber auch viele als Vertriebene aus den ehemaligen Ostgebieten. Prägend waren die neuen Bürger aus dem nordböhmischen Dorf Nixdorf (Mikulášovice). Bis 1918 waren in Nixdorf die größten Stahlwaren- und Messerfabriken Österreich-Ungarns. Da einer der neuen Bürger aus seiner kleinen Schlosserei eine Drehbank, einen Schleifstein, eine Bohrmaschine sowie Kleinwerkzeuge mitgebracht hatte, konnte eine Produktionsstätte auf dem zur Verfügung gestellten Gelände am Ortseingang von Leegebruch geschaffen werden. 16 Vertriebene schlossen sich zusammen und gründeten am 1. August 1946 die Genossenschaft der Messerschmiede Leegebruch (GML). Im Jahre 1956 wurde die GML zum VEB (K) Messerschmiede Leegebruch mit inzwischen 320 Beschäftigten. Am 1. Juli 1990  wurde die Messerschmiede Leegebruch GmbH Rechtsnachfolger, später dann Adler Messer GmbH, 2003 mit noch drei Beschäftigten.
Leegebruch gehörte seit 1817 zum Kreis Osthavelland in der preußischen Provinz Brandenburg und ab 1952 zum Kreis Oranienburg im DDR-Bezirk Potsdam. Seit 1993 liegt die Gemeinde im brandenburgischen Landkreis Oberhavel.

## Bevölkerungsentwicklung
| Jahr | Einwohner |
| ---- | --------- |
| 1875 | 00 54     |
| 1890 | 0 100     |
| 1910 | 0 150     |
| 1925 | 0 222     |
| 1933 | 0 350     |
| 1939 | 5 074     |

| Jahr | Einwohner |
| ---- | --------- |
| 1946 | 5 554     |
| 1950 | 5 871     |
| 1964 | 5 387     |
| 1971 | 5 133     |
| 1981 | 4 524     |
| 1985 | 4 458     |

| Jahr | Einwohner |
| ---- | --------- |
| 1990 | 4 180     |
| 1995 | 5 144     |
| 2000 | 6 338     |
| 2005 | 6 671     |
| 2010 | 6 622     |
| 2015 | 6 678     |

| Jahr | Einwohner |
| ---- | --------- |
| 2020 | 6 957     |
| 2021 | 6 943     |
| 2022 | 6 751     |
| 2023 | 6 773     |
| 2024 | 6 732     |

Gebietsstand des jeweiligen Jahres, Einwohnerzahl: Stand 31. Dezember (ab 1991), ab 2011 auf Basis des Zensus 2011, ab 2022 auf Basis Zensus 2022

## Politik

### Gemeindevertretung
Die Gemeindevertretung von Leegebruch besteht aus 18 Gemeindevertretern und dem hauptamtlichen Bürgermeister. Die Kommunalwahl am 9. Juni 2024 führte bei einer Wahlbeteiligung von 69,4 % zu folgendem Ergebnis:
| Partei / Wählergruppe                            | Stimmenanteil 2019 | Sitze 2019 |        | Stimmenanteil 2024 | Sitze 2024 |
| ------------------------------------------------ | ------------------ | ---------- | ------ | ------------------ | ---------- |
| CDU                                              | 28,2 %             | 5          | 26,2 % | 5                  |            |
| AfD                                              | 17,6 %             | 3          | 24,7 % | 4                  |            |
| Die Linke                                        | 19,9 %             | 4          | 12,3 % | 2                  |            |
| Handwerks-, Gewerbe- und Bürgerverein Leegebruch | 20,1 %             | 4          | 10,0 % | 2                  |            |
| SPD                                              | 07,3 %             | 1          | 09,5 % | 2                  |            |
| Einzelbewerber René Eckert                       | –                  | –          | 07,6 % | 1                  |            |
| Bündnis 90/Die Grünen                            | 06,8 %             | 1          | 04,0 % | 1                  |            |
| Die PARTEI                                       | –                  | –          | 03,3 % | 1                  |            |
| FDP                                              | –                  | –          | 02,4 % | –                  |            |
| Insgesamt                                        | 100 %              | 18         | 100 %  | 18                 |            |

### Bürgermeister
- 2001–2006: Horst Eckert[12]
- 2006–2019: Peter Müller[13]
- seit 2019: Martin Rother (CDU)

Rother wurde in der Bürgermeisterwahl am 1. September 2019 mit 55,8 % der gültigen Stimmen gewählt. Seine Amtszeit beträgt acht Jahre.

### Wappen
| Wappen von Leegebruch | Blasonierung: „In Gold geteilt durch einen blauen Wellenschrägbalken rechts ein grüner Eichenbruch, links ein aufsteigendes schwarzes Pferd.“ |
| Wappen von Leegebruch | Das Wappen wurde am 14. März 1994 durch das Ministerium des Innern genehmigt.                                                                 |

### Flagge
„Die Flagge der Gemeinde Leegebruch zeigt das Gemeindewappen auf grünem Grund.“

### Gemeindepartnerschaften
Leegebruch unterhält seit Oktober 1995 eine Partnerschaft mit der nordrhein-westfälischen Stadt Lengerich.

## Sehenswürdigkeiten

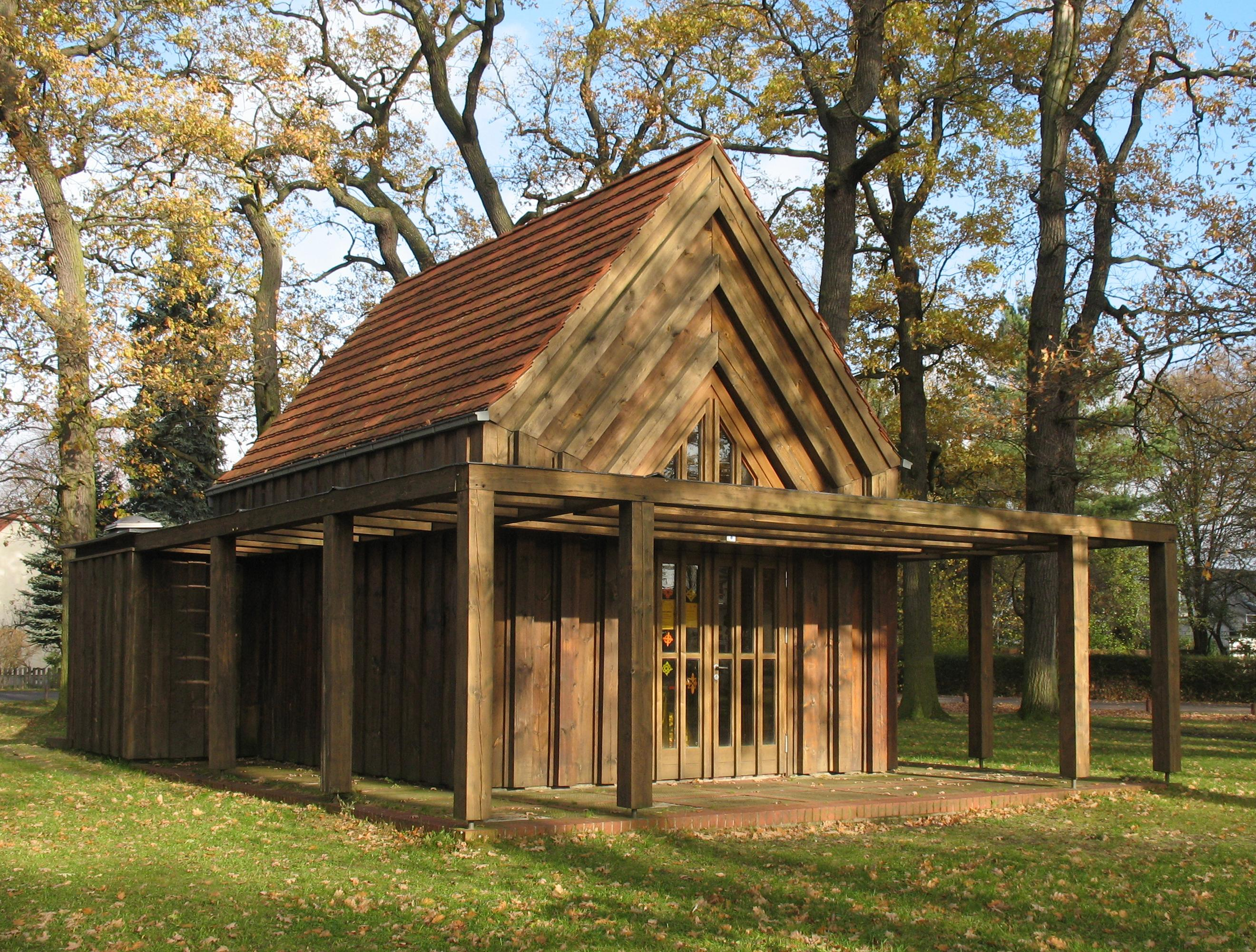
Alte Kapelle

In der Liste der Baudenkmale in Leegebruch sowie in der Liste der Bodendenkmale in Leegebruch stehen die in der Denkmalliste des Landes Brandenburg eingetragenen Baudenkmale bzw. Bodendenkmale.
Ein Mahnmal aus dem Jahre 1949 am Rande des Parks Eichenallee/Birkenallee erinnert an die umgekommenen Zwangsarbeiter, die während des Zweiten Weltkrieges in den Heinkel-Flugzeugwerken Zwangsarbeit verrichten mussten.

## Wirtschaft und Infrastruktur

### Verkehr
Die Bundesstraße 96 (Gransee–Kreuz Oranienburg) führt unmittelbar östlich, die Landesstraße L 172 (Germendorf–Hennigsdorf) unmittelbar westlich am Gemeindegebiet vorbei.
Die Gemeinde verfügte von 1951 bis 1969 über einen Haltepunkt an der inzwischen abgebauten Bahnstrecke Oranienburg–Velten.
Der öffentliche Nahverkehr wird von den Buslinien 800 und 824 der Oberhavel Verkehrsgesellschaft durchgeführt.

### Sport
Die BSG Stahl Leegebruch zählte in den 1960er und 1970er Jahren zu den besten Rugby-Union-Mannschaften der DDR. Neben jeweils mehreren 2. und 3. Plätzen gewann der Verein im Jahr 1972 die DDR-Meisterschaft. Weiterhin stand das Team einmal im Finale um den nationalen Pokal.

## Persönlichkeiten
- Helga Labs (* 1940), 1974 bis 1985 Vorsitzende der Pionierorganisation „Ernst Thälmann“ in der DDR, lebt in Leegebruch
- Thomas Lück (1943–2019), Schlagersänger, lebte in Leegebruch
- Wolfgang Rumpf (* 1948), Theaterregisseur, lebt in Leegebruch
- Norbert Rohde (* 1950), Ingenieur und Autor, lebt in Leegebruch
- Eberhard Janotta (* 1961), Fußballspieler und -trainer, in Leegebruch geboren